# Municipio de Kingsley (Pensilvania)
El municipio de Kingsley (en inglés: Kingsley Township) es un municipio ubicado en el condado de Forest en el estado estadounidense de Pensilvania. En el año 2000 tenía una población de 261 habitantes y una densidad poblacional de 1.6 personas por km².

## Geografía
El municipio de Kingsley se encuentra ubicado en las coordenadas 41°29′30″N 79°27′29″O / 41.49167, -79.45806.

## Demografía
Según la Oficina del Censo en 2000 los ingresos medios por hogar en la localidad eran de $23,646 y los ingresos medios por familia eran de $24,167. Los hombres tenían unos ingresos medios de $31,563 frente a los $18,333 para las mujeres. La renta per cápita de la localidad era de $12,307. Alrededor del 14,2% de la población estaba por debajo del umbral de pobreza.